# Les Voleurs d'enfance
Pour plus de détails, voir Fiche technique et Distribution.
Les Voleurs d’enfance est un film documentaire réalisé par Paul Arcand, journaliste et animateur de radio québécois, en 2005. 

## Synopsis
Film choc au style pamphlétaire, le documentaire brosse un portrait critique de la protection de la jeunesse au Québec. Il utilise des chiffres alarmants comme le nombre de signalements à la Direction de la protection de la jeunesse, les estimations du nombre de bébés victimes d’infanticide, le nombre d’enfants placés, etc. pour questionner la responsabilité citoyenne et institutionnelle face aux enfants en besoin de protection. Avec des extraits d’entrevues de victimes, il présente des exemples de situations graves et très médiatisées de maltraitance ou d’abus sexuels, comme ceux de Nathalie Simard ou celui du « Bourreau de Beaumont », qui a aussi fait les manchettes et qui a été l’objet d’une enquête de la Commission des droits de la personne et des droits de la jeunesse dans ce questionnement. Vingt-cinq ans après l’avènement de la Loi sur la protection de la jeunesse, le documentaire critique le système de protection de la jeunesse pour sa pesanteur, ses lourdeurs administratives et certaines de ses pratiques.

## Fiche technique
- Réalisation : Paul Arcand
- Producteur : Denise Robert et Daniel Louis
- Scénario : Paul Arcand
- Images : Alain Lévesque et Éric Cayla
- Montage : Myriam Poirier
- Musique : Serge Fiori, Michel Cusson et Claude Dubois

## Distribution
- Paul Arcand
- Dan Bigras
- Nathalie Simard
- Me René Binet

## Anecdote
Réalisé la même année que le « remake » Aurore, au palmarès des films présentés en programme simple, pour ce qui est du nombre de projections, de l'assistance et des recettes le documentaire de Paul Arcand arrive au neuvième rang des films québécois toutes catégories pour 2005. 